# クレール・ケーム
クレール・ケーム（Claire Keim、1975年7月8日 - ）は、フランス・サンリス出身の女優、歌手。
映画・テレビ双方に出演する女優で、主にドラマの主演を多く務めている。伴侶は元サッカーフランス代表のビセンテ・リザラズ。

## 出演作品

### 映画
- パリのレストラン Au petit Marguery （1995年）
- ガールズ The Girl （2000年）
- 王は踊る Le Roi danse （2000年）
- RIPPER(リッパー) 地獄からの手紙 Ripperl （2001年）
- ヤング・カサノバ Il giovane Casanova （2002年）
- パイレーツ・オブ・バルト Stortebeker （2006年）
- カラヴァッジョ 天才画家の光と影 Caravaggio （2007年）
- 呼吸 –友情と破壊 Breathe （2014年）

ほか多数

### ドラマ
主演
- Je m'appelle Régine （1996年）
- Juliette : service(s) compris （2000年）
- ゾディアック〜十二宮の殺人 Zodiaque （2004年）
- À la poursuite de l'amour （2005年）
- Un admirateur secret （2008年）
- Éternelle （2009年）
- Beauté fatale （2009年）
- Les Edelweiss （2011年 - 2012年）
- Jusqu'au bout du monde （2011年）
- Nom de code : Rose （2013年）
- L'Inconnu de Brocéliande （2016年）
- La Soif de vivre （2018年）

ほか多数

## ディスコグラフィ
アルバム
- Ou il Pleuvra （2011年）